# Ken Mattingly
Pour les articles homonymes, voir Mattingly.
Thomas Kenneth Mattingly dit Ken Mattingly est un astronaute américain né le 17 mars 1936 à Chicago, Illinois et mort le 31 octobre 2023 à Arlington. Il commence sa carrière en tant que pilote militaire dans l'aéronavale américaine. Il fait partie des 19 astronautes sélectionnés par la NASA en 1966. Durant sa carrière à l'agence spatiale il participe au programme Apollo en tant que pilote du module de commande de la mission lunaire Apollo 16 en 1972. Il est par la suite commandant de la navette spatiale Columbia dans le cadre de la mission STS-4 en 1982. En 1985 il est le commandant de la navette Discovery pour la mission STS-51-C. Après cette mission il quitte la NASA et occupe différents postes de responsabilité dans l'industrie aérospatiale américaine.

## Formation et carrière militaire
Thomas Kenneth Mattingly nait à Chicago (Illinois) le 17 mars 1936. Il fait ses études primaires et secondaires à Miami (Floride) et décroche en 1958 une licence (Bachelor of Science) en ingénierie aéronautique à l'Université d'Auburn. Après son cursus universitaire il suit une formation de pilote militaire et devient pilote d'avion d'attaque au sol dans l'aéronavale en 1960. Il fait partie des pilotes embarqués à bord des porte-avions USS Saratoga de 1960 à 1963 et USS Franklin D. Roosevelt les deux années suivantes.

## Recrutement par la NASA
En avril 1966, Ken Mattingly est l'un des dix-neuf membres du cinquième groupe d'astronautes sélectionnés par la NASA.

## Participation au programme Apollo
Il fait partie des astronautes chargé des relations entre les équipages et les prestataires durant les missions Apollo 8 et Apollo 11. Il représente les besoins des astronautes pour le développement et pour les essais de la combinaison spatiale EMU utilisée au cours du programme Apollo pour les sorties extravéhiculaires à la surface de la Lune et dans l'espace.

### Apollo 13
Initialement désigné pour participer dans l'équipage principal au vol d'Apollo 13 en compagnie de Jim Lovell et de Fred Haise, il est contraint deux jours seulement avant le décollage, le 11 avril 1970, de rester sur Terre, les responsables du vol craigant de le voir développer la rubéole pendant la mission. Il est alors remplacé par Jack Swigert et devient membre de l'équipage de remplacement. Il n'a jamais contracté la rubéole par la suite.

### Apollo 16

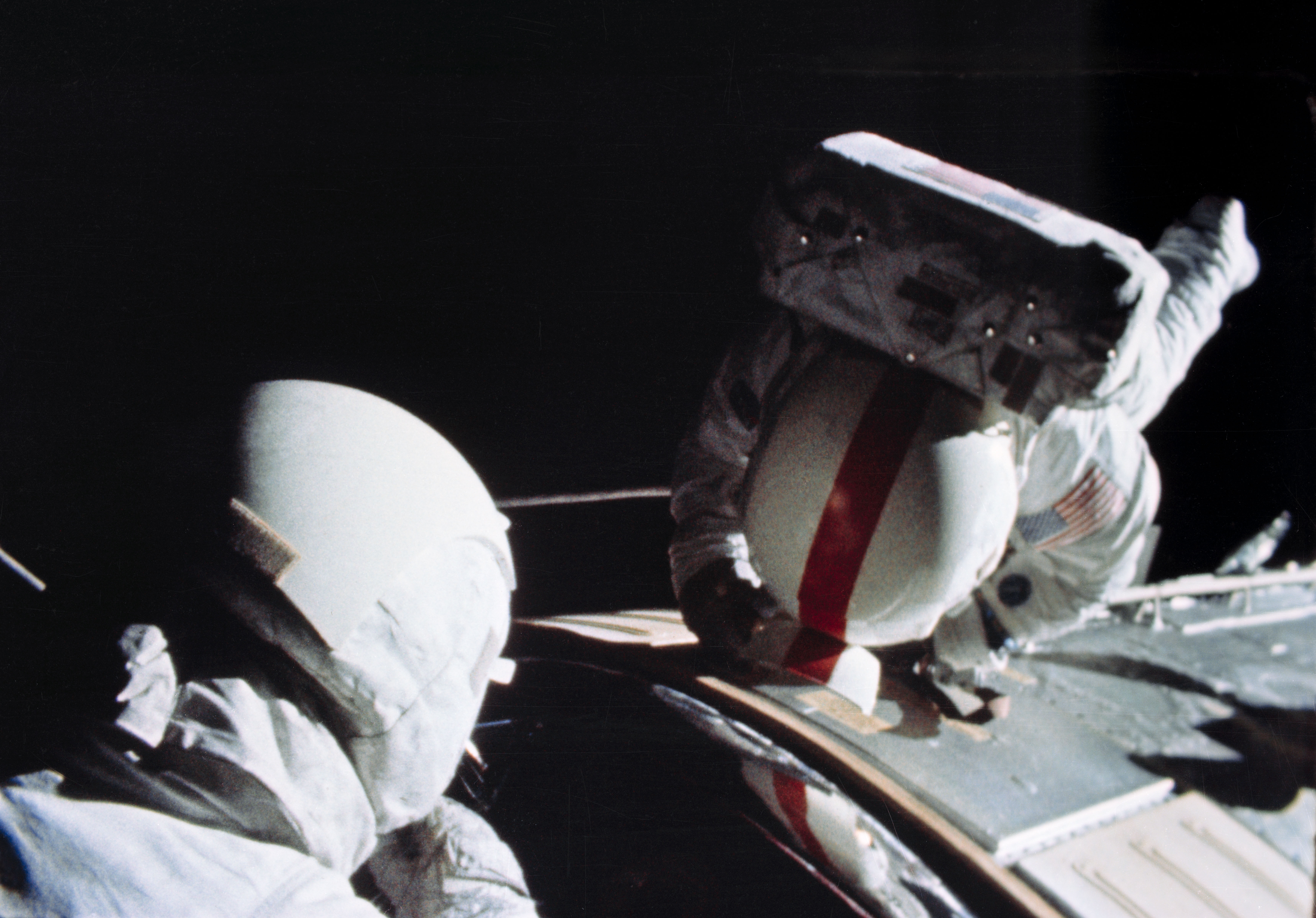
Devant Duke, Mattingly lors de sa sortie extravéhiculaire dans l'espace sur le trajet de retour vers la Terre (25 avril 1972).

Mattingly est nommé pilote du module de commande pour la mission Apollo 16 qui décolle le 16 avril 1972. Arrivé à destination, tandis que les deux autres membre de l'équipage descendent à la surface de la Lune, il reste en orbite et réalise plusieurs expériences scientifiques durant les trois jours suivants. Le 25 avril, lors du voyage de retour et alors que vaisseau Apollo se trouve à environ 310 000 km de la Terre, il effectue une sortie extravéhiculaire (d'une durée d'1 heure 23 minutes) afin de récupérer dans le module de service les cassettes de photos de la surface lunaire, prises automatiquement lorsque le vaisseau se trouvait en orbite autour de la Lune. Durant cette sortie, son alliance, qu'il avait perdue le deuxième jour de la mission, fut retrouvée et rattrapée de justesse par son collègue Charlie Duke alors qu'elle dérivait librement dans le vide spatial.

## Participation au programme de la navette spatiale américaine
À la fin du programme Apollo, Mattingly occupe un poste d'encadrement dans l'équipe chargée de développer le programme de la navette spatiale américaine.

### Mission STS-4 (1982)

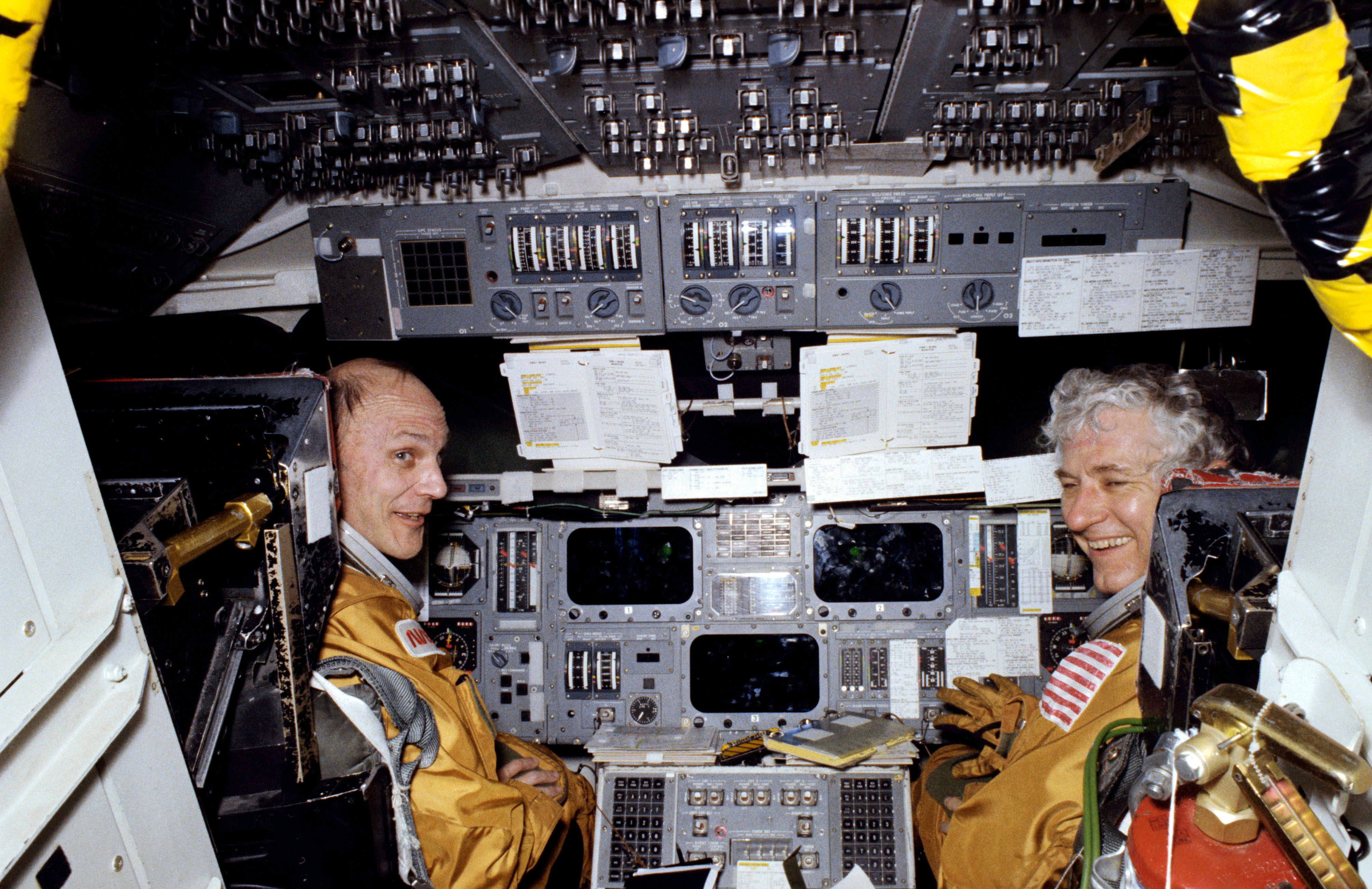
Photographié avec son équipier à bord de la navette peu avant la mission STS-4.

STS-4 est la quatrième mission destinée à mettre au point la navette spatiale américaine avant son entrée en service opérationnel. Mattingly est le commandant de la mission, accompagné d'Henry Hartsfield, le pilote de la navette. Les deux hommes décollent le 27 juin 1982 à bord de la navette Columbia pour une mission qui va durer un peu plus de sept jours. Durant la mission plusieurs expériences scientifiques, dont certaines placées dans la soute de la navette, sont effectuées.

### Mission STS-51-C (1985)
STS-51-C est une mission spatiale affrétée par le département de la défense des États-Unis dont les objectifs précis étaient couverts par le secret défense. Le but principal de la mission était sans doute de placer sur une orbite géostationnaire un satellite d'écoute électronique de type Orion couplé à un étage de fusée IUS chargé du transfert de l'orbite basse jusqu'à l'orbite géostationnaire. C'était le premier vol de la navette spatiale destiné à placer un satellite militaire dans une orbite géostationnaire. Mattingly était le commandant de la mission, qui comportait un équipage de cinq personnes dont le pilote Loren Shriver et trois spécialistes de mission. La navette Discovery décolla le 27 janvier 1985 et atterrit environ trois jours plus tard après avoir rempli ses objectifs ,.

## Fin de carrière (1985-)

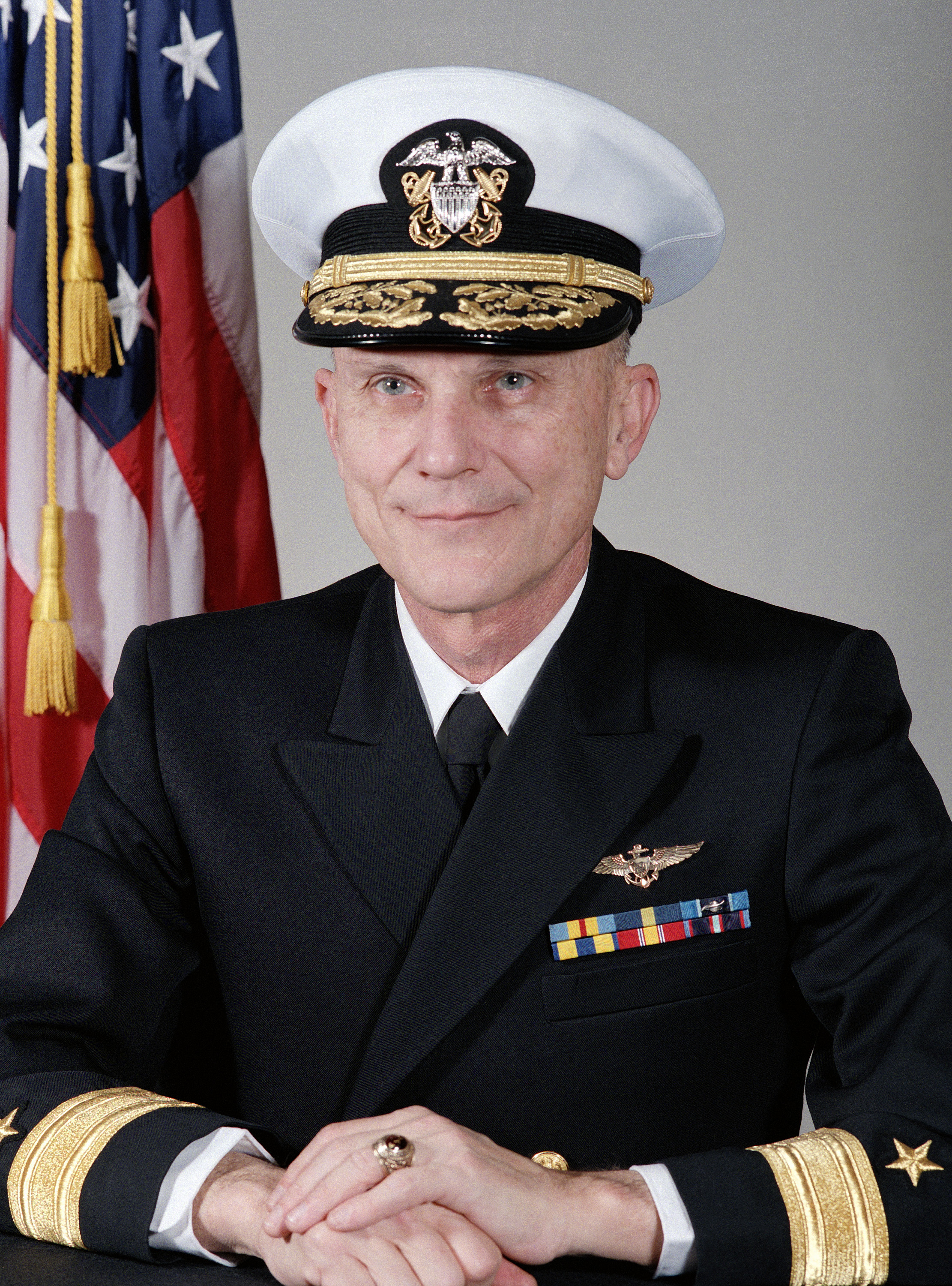
Dans son uniforme de pilote militaire juste avant sa décision de prendre sa retraite (1985).

En 1985, après sa dernière mission spatiale, Mattingly quitte la NASA et il prend sa retraite de pilote de l'aéronavale l'année suivante avec le grade de Rear admiral. 
Il occupe par la suite le poste de directeur de la division chargée du support de la navette spatiale chez le constructeur Grumman. 
Il prend ensuite la tête du programme chargé du développement du lanceur Atlas chez General Dynamics à San Diego (Californie). 
Il poursuit sa carrière chez Lockheed Martin où il occupe le poste de vice-président chargé du programme de développement du X-33.
Il travaille ensuite dans la société Systems Planning and Analysis en Virginie.
Il meurt le 31 octobre 2023 à l'âge de 87 ans à Arlington,.

## Au cinéma
En 1995, Ken Mattingly est interprété par l'acteur Gary Sinise dans le film Apollo 13 de Ron Howard.